# Henry Willis & Sons

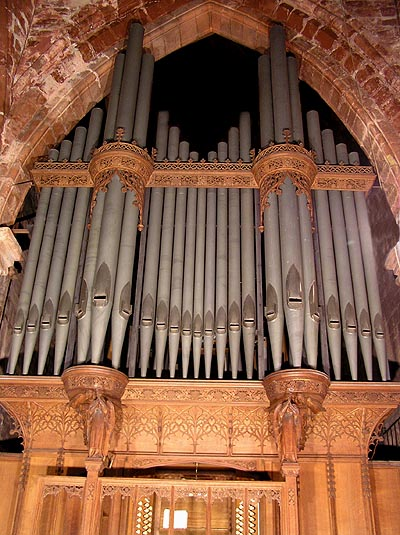
Орган Приората Святого Би (1899) ― последний инструмент, строительство которого курировал Отец Уиллис

Henry Willis & Sons — английская органная мастерская, основанная в 1845 году Генри «Отцом» Уиллисом. Большинство построенных ею органов находится в Соединённом Королевстве, но несколько инструментов попали и в другие страны.
Фирму возглавляли пять поколений Уиллисов, пока в 1997 году Генри Уиллис Четвёртый не назначил директором Дэвида Уилда, который впоследствии стал основным пайщиком.
Первым адресом фирмы был № 2½ Фаундлинг-террас, Грейс Инн Роуд, Лондон, затем производство переехало в специально спроектированные Генри Уиллисом Третьим цеха в Питерсфилде (Ист-Гэмпшир), а при Уилде переместилась в Ливерпуль.

## История
Основатель компании Генри Уиллис получил прозвище «Отец Уиллис» за грандиозный вклад в органное дело с научной и художественной точки зрения. Дружба с органистом и композитором Сэмюэлом Себастьяном Уэсли помогла Уиллису получить в 1847 году первый заказ в Глостерском соборе.
Мастерская Уиллиса стала лидирующей в викторианскую эпоху, когда церковный и гражданский вклад в общественное строительство был особенно велик и монументален. В промышленную революцию города богатели и строили как залы, так и церкви, оборудованные симфоническими органами Уиллиса, причём капиталисты соревновались в роскоши своих даров обществу. Таким образом спрос на значительное количество высококачественных инструментов совпал с появлением высококлассной мастерской. Традиции эти не пропали и нашли воплощение в недавних органах для Флоренции и Окленда.
В марте 1919 года Henry Willis & Sons слилась с другой значительной мастерской Lewis & Co, и под названием Henry Willis & Sons and Lewis & Company Ltd. работала до 1923 года, когда упоминание Льюиса исчезло. Уиллисы работали в цехах Люиса в Брикстоне, пока они не были разбомблены в 1941 году в ходе немецких авианалётов на Лондон. В 1937 году Уиллисы приобрели клапемскую органную мастерскую A. Hunter & Son.

## Важнейшие инструменты
70-регистровый орган «Отца» Уиллиса получил золотую медаль на Всемирной выставке 1851 года. Это был крупнейший выставленный в Хрустальном дворце орган. В 1854 году он по настоянию соборного органиста Сэмюэла Уэсли был установлен в Уинчестерском соборе, только в сокращённом до 49 регистров варианте, который сочли оптимальным для помещения. Это был первый соборный орган с кнопками и вогнутой педалью с радиальным расположением клавиш ― оба технические новшества были изобретены Уиллисом и Уэсли и теперь являются стандартом в англоговорящих странах.
Среди знаменитых соборных органов Уиллиса — инструменты англиканских соборов святого Павла в Лондоне, Линкольнского, Солсберийского, собора в Труро и католического собора в Глазго.
Нынешний орган капеллы лондонского Королевского колледжа восходит к инструменту Уиллиса 1866 года.
Орган Альберт-холла 1871 года, состоявший из 111 регистров на четырёх мануалах, был на тот момент крупнейшим в мире.
Орган Юнион-капеллы в Ислингтоне, созданный Уиллисом в 1877 году, прошёл полную и тщательную реставрацию в 2013―2015 годах и интересен тем, что сохраняет полностью оригинальную систему дутья с гидравлическим приводом.
Большой орган Ливерпульского собора, построенный фирмой Henry Willis & Sons в 1923―1926 годах, является крупнейшим в Соединённом Королевстве. Он насчитывает 10268 труб, которые управляются с двух пятимануальных консолей. Также в нём имеется уникальный регистр «военная труба» (trompette militaire).
Орган Уиллиса в Виндзорском замке уничтожен пожаром в 1992 году. Аналогичные инструменты сохраняются в Бленхейме и Королевской академии музыки.
Крупный орган из 4600 труб был построен Уиллисом в Брисбене (Австралия) в 1892 году, изначально он находился в здании Брисбенской Выставки, и в 1927 году перемещён в Брисбен-холл.
Генри Уиллис Третий также построил и отремонтировал множество инструментов, из которых заслуживают внимания (кроме уже упомянутого Ливерпульского собора) органы Вестминстерского собора и Шеффилд-холла. Оба эти органа построены в 1932 году и оба содержат изобретённый Уиллисом Третьим регистр Сильвестрина 8 футов в хоровом подразделении. В 1929 году Уиллис Третий перестроил концертный орган Отца Уиллиса в Александра-палас, который считается лучшим концертным органом среди построенных Уиллисами, и, может быть, лучшим концертным органом в Европе.